# 何塞·恩里克·巴莱拉
何塞·恩里克·巴莱拉·伊格莱西亚斯（西班牙語：José Enrique Varela Iglesias，1891年4月17日—1951年3月24日），是弗朗哥统治时期的陆军部长，曾参加过里夫戰爭、何塞·桑胡尔霍军事政变、卡洛斯主义的阴谋组织，指挥训练“呼啸兵”。二战后，任西属摩洛哥总督。